# بیرسدورف ام زه
بیرسدورف ام زه (به آلمانی: Biersdorf am See) یک شهر در آلمان است که در بیتبورگ-پروم واقع شده‌است. بیرسدورف ام زه ۵۶۱ نفر جمعیت دارد.